# Autogerechte Stadt

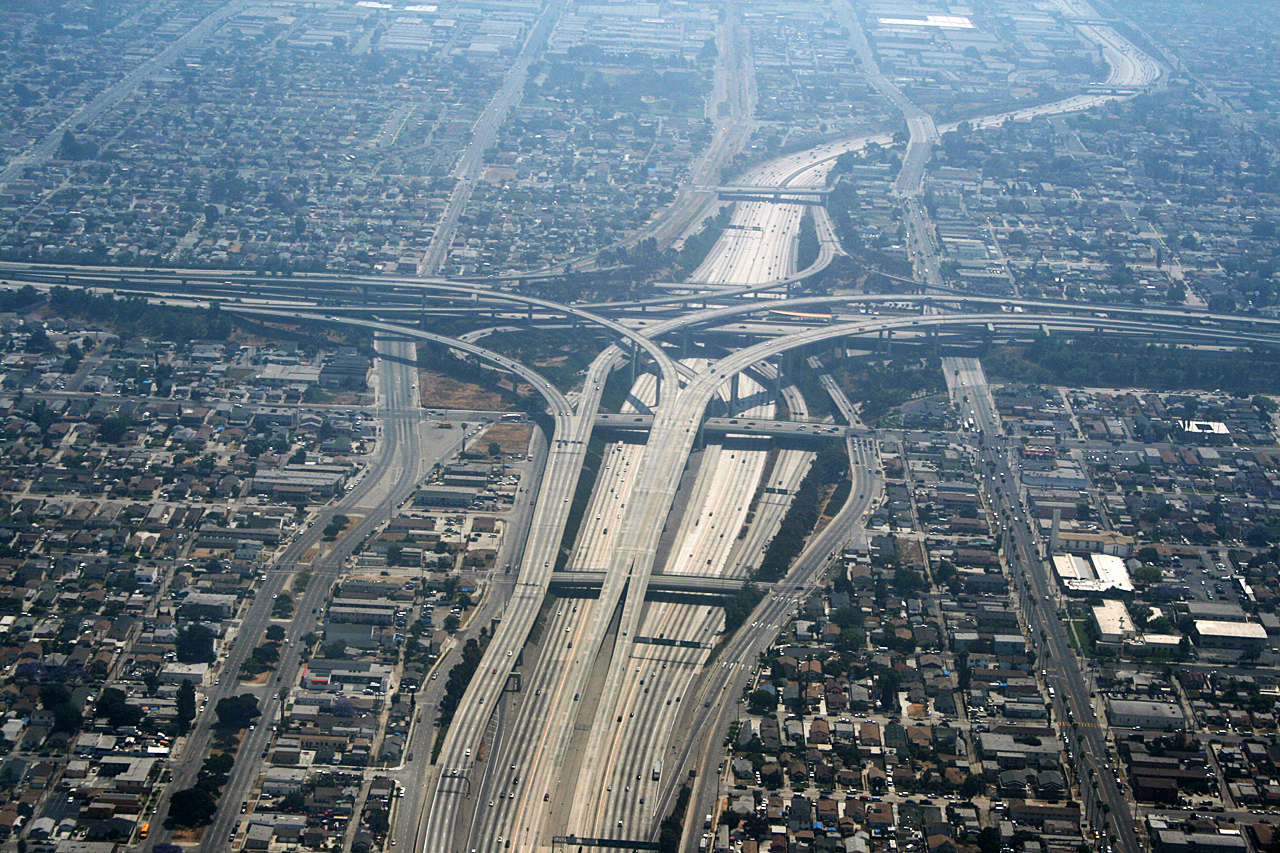
Autogerechte Stadt mit Fernstraßen, die im Stadtgebiet auch als Stadtautobahnen genutzt werden. Los Angeles (Judge Harry Pregerson Interchange, Interstates 105, 110)

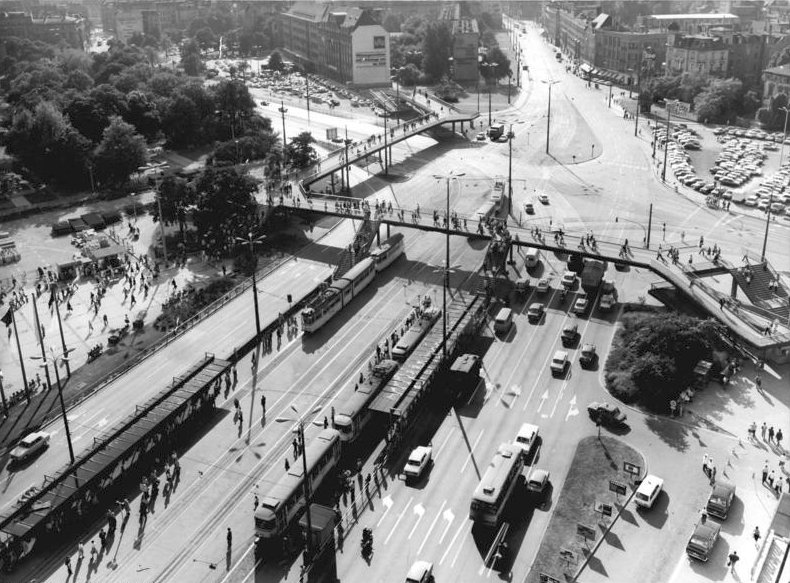
Autogerechte Stadt durch Entmischung der Verkehrsträger: Getrennte, konfliktarme Verkehrsflächen für Fußgänger, Autoverkehr und Straßenbahn, ferner großzügige Gestaltung des Verkehrsraumes insgesamt (Leipzig, Friedrich-Engels-Platz, nach dem Umbau von 1971)

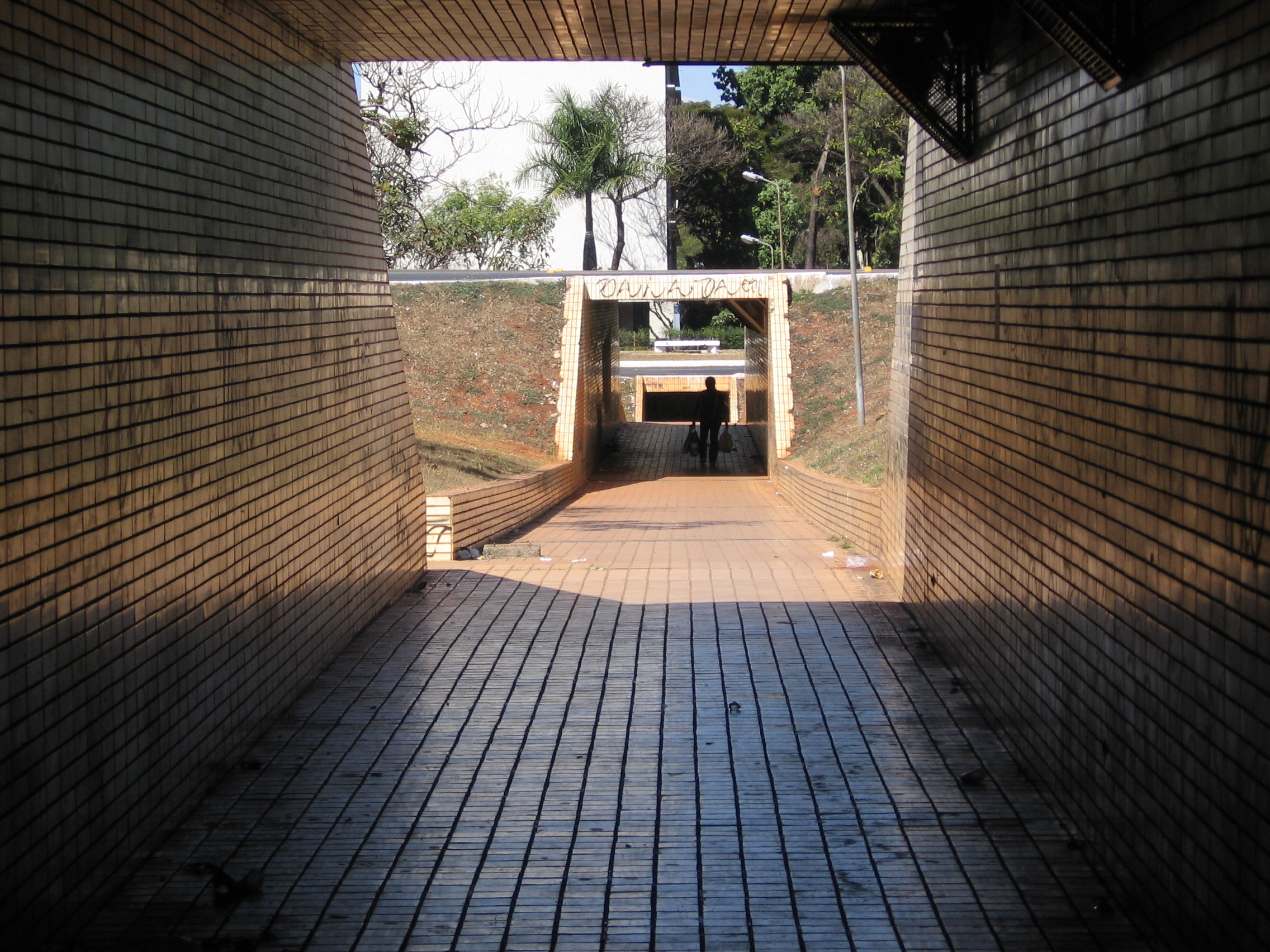
Autogerechte Stadt durch Ausrichtung der Planung am motorisierten Individualverkehr bei gleichzeitiger Unterordnung nichtmotorisierter Verkehrsträger (Fußgängertunnel unter der zentralen Nord-Süd-Achse in Brasília)

Eine autogerechte Stadt ist eine an den Bedürfnissen des motorisierten Individualverkehrs orientierte Stadt. Das Schlagwort leitete sich ab vom Titel des 1959 erschienenen Buches Die autogerechte Stadt – Ein Weg aus dem Verkehrs-Chaos des Architekten Hans Bernhard Reichow, eines entschiedenen Verfechters dieser Idee.
Beim Neu- und Wiederaufbau der Städte nach dem Zweiten Weltkrieg orientierten sich Stadtplaner an der 1933 entstandenen Charta von Athen des CIAM, die das Automobil als entscheidende Komponente des Fortschritts und modernen Lebens ansah. Wohnen und Gewerbe sollten räumlich voneinander getrennt werden. Damit die Menschen im Grünen leben konnten, ohne den Emissionen der Gewerbebetriebe ausgesetzt zu sein, wurden suburbane Satellitenstädte („Schlafstädte“) geplant.
Da die Umsetzung der autogerechten Stadt vielerorts zum Verlust historischer Bausubstanz, zum Gesichtsverlust der Städte, zu einem bedeutenden Anstieg des Berufsverkehrs und allgemein zu großem Flächenverbrauch führte, wird das Konzept aus heutiger Sicht als nicht nachhaltig angesehen und vielfach als Beispiel verfehlter, kurzsichtiger Stadtplanung dargestellt. In weiten Teilen der Welt werden weiterhin autogerechte Städte angelegt, besonders in stark wachsenden Ballungsräumen.

## Leitlinien
Die planerische Prämisse der autogerechten Stadt ist der ungehinderte Verkehrsfluss des Autos, der damit zum neuen Maßstab einer effizienten Stadt-Struktur wurde. Klare Flächenzuweisungen und eine weitgehende Nutzungsentmischung erfordern und ermöglichen zugleich die Anlage eines hierarchischen Straßensystems. Dies entspricht weitgehend dem Leitbild der funktionalistischen Stadtforschung, die sich in der Charta von Athen niederschlug.
Das Konzept der autogerechten Stadt wurde in West-Deutschland beim Wiederaufbau der im Krieg zerstörten Städte umgesetzt, beispielsweise in Hannover (durch den damaligen Stadtbaurat Rudolf Hillebrecht), Dortmund, Köln und Kassel, aber auch in kleineren Städten wie Minden und Gießen. 
Dabei wurde in großem Umfang auch erhaltene Bausubstanz abgerissen. Vielfach wurden Stadtteile ohne Berücksichtigung sozioökonomischer und kultureller Faktoren zur Anlage von Durchgangsstraßen zerschnitten.
Die noch aus der mittelalterlichen Stadtanlage stammenden Strukturen mit überwiegend engen Straßen und Gassen sollten an moderne Mobilitätsbedürfnisse angepasst werden. Die Erreichbarkeit von Arbeitsplätzen und Innenstadt aus den Vororten und die Warenlieferung per Lkw sollte erleichtert werden, indem mehrstreifige Umgehungsstraßen (Stadtringe, oft unter Ausnutzung von Wallanlagen und ehemaligen Flächen mittelalterlicher Stadtbefestigungen), Fußgängerzonen, Unterführungen für den Fuß- und Radverkehr, Parkhäuser und Parkleitsysteme im Stadtzentrum angelegt wurden.

## Konzepte

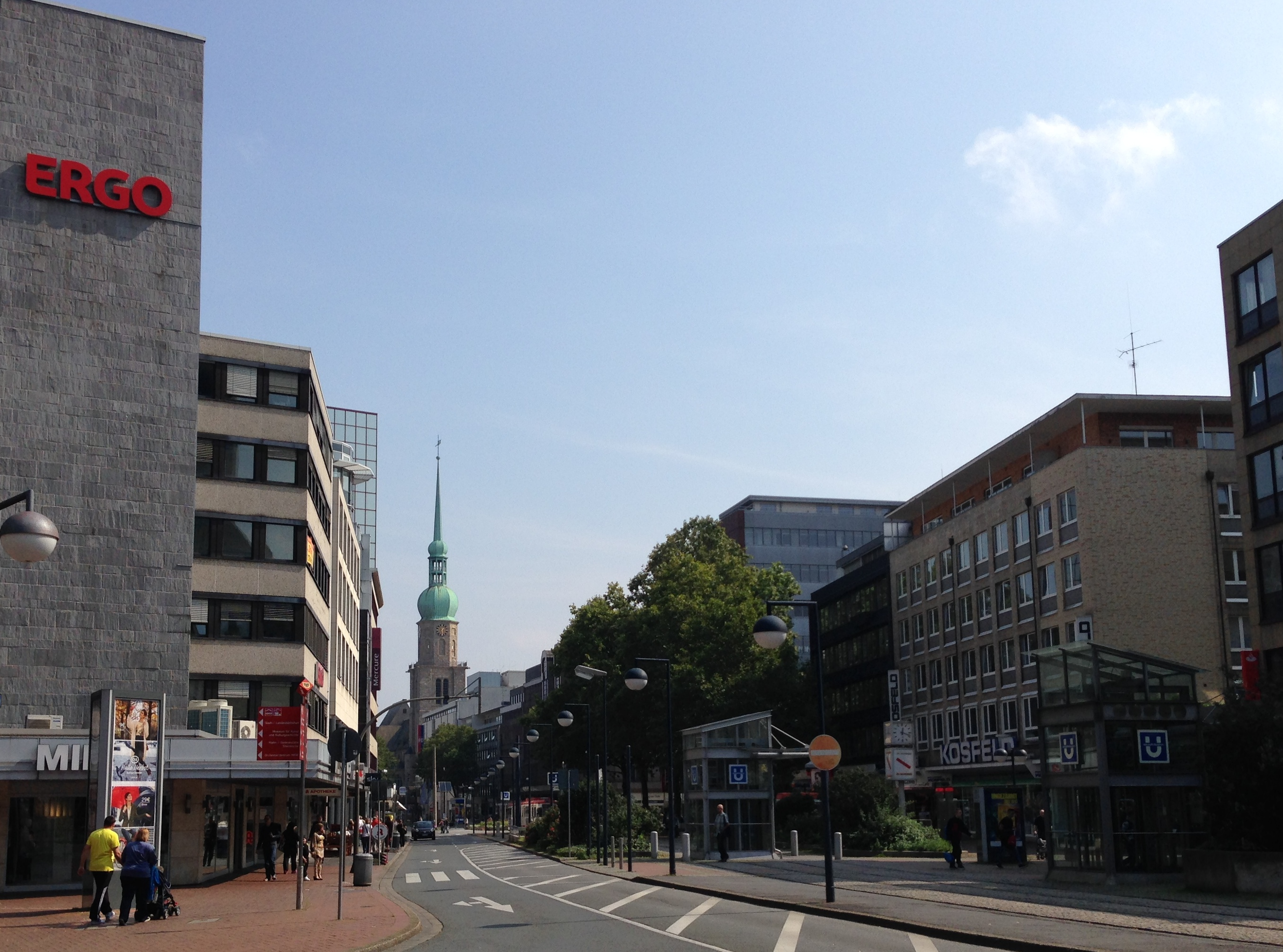
Die Kampstraße in Dortmund wurde als breite Schneise durch die Innenstadt geschlagen. Die Straßenbahn wurde später unter die Erde verlegt

Grundlage ist eine Trennung der Verkehre, um ungehinderte Verkehrsflüsse zu gewähren. Je nach Gewichtung von öffentlichem und Individualverkehr werden Bau und Ausbau mehrstreifiger Straßen und des ÖPNV angestrebt. In Großstädte werden Stadtbahn-Systeme angelegt und Straßenbahnen unter die Erde verlegt, um eine kreuzungsarme Verkehrsführung und eine schienenfreie Innenstadt zu erreichen. 
Vielerorts führte die einseitige Bevorzugung des Individualverkehrs zum Rückbau von Straßenbahnen und Oberleitungsbusse. Durch die steigende Autodichte wurden Busverbindungen zunehmend behindert und verlangsamt, bis dies später durch Anlage separater Busstreifen kompensiert wurde.
Wenn der öffentliche Verkehr durch Anlage von P+R-Anlagen, Schaffung von Verkehrsverbünden und attraktiven Nahverkehrstarifen gefördert wird, führt dies zu einem Rückgang des motorisierten Individualverkehrs. 
Die Bereitstellung von Straßen ist eine Pflichtleistung, ÖPNV erscheint dagegen oft nur als eine ergänzende, geradezu freiwillige, Maßnahme für bestimmte Personengruppen – das Angebot besteht insbesondere in Kleinstädten und in der Schwachverkehrszeit lediglich aus einem Grundfahrplan, besondere Attraktivität ist nicht gefordert.
Autogerecht kann also bedeuten, dass der Individual- bzw. notwendiger Lieferverkehr absoluten Vorrang hat und ÖPNV auf geringem Niveau nebenherläuft. So entstehen im ÖPNV Busnetze mit hohen Taktabständen und Busbahnhöfe mit geringer Nutzung. Es kann beiden Verkehrsarten ein gleicher Schwerpunkt zugemessen werden. In diesem Fall entstehen moderne Straßen und gleichzeitig hochwertige Bahnnetze, die vom übrigen Verkehr getrennt sind; dem Autoverkehr wird jedoch optimale Qualität geboten. Im Jahr 2025 wurde eine Studie zur Autofreundlichkeit deutscher Städte durchgeführt, bei der ein „Autofreundlichkeits-Score“ ermittelt wurde. Dieser bewertet das Verhältnis von autofachbezogenen Dienstleistungen wie Parkeinrichtungen, Werkstätten und Tankstellen zur Einwohnerzahl. Die Ergebnisse zeigen, dass mittelgroße Städte mit 20.000 bis 100.000 Einwohnern, wie Eschwege, besonders gute Werte erzielen, während größere Städte wie München schlechter abschneiden.
Wichtiger Konzeptbestandteil für die Trennung der Verkehrsströme waren Unter- und Überführungen. Eine der ersten Straßenunterführungen für Fußgänger entstand 1957 am Jahnplatz in Bielefeld, sie wurde damals als richtungsweisend gefeiert. Der U-Bahnhof Kassel Hauptbahnhof war von 1968 bis 2005 in Betrieb als Teil einer dort nicht verwirklichten Unterpflasterstraßenbahn.
Auch Fußgängerbrücken und Unterführungen sind problematisch und werden von der Bevölkerung oft nicht angenommen. Hinzu kommt, dass das Treppensteigen oder Anstiege vielen zu anstrengend und wegen fehlender Barrierefreiheit für Mobilitätseingeschränkte gar nicht möglich ist.

## Kritik

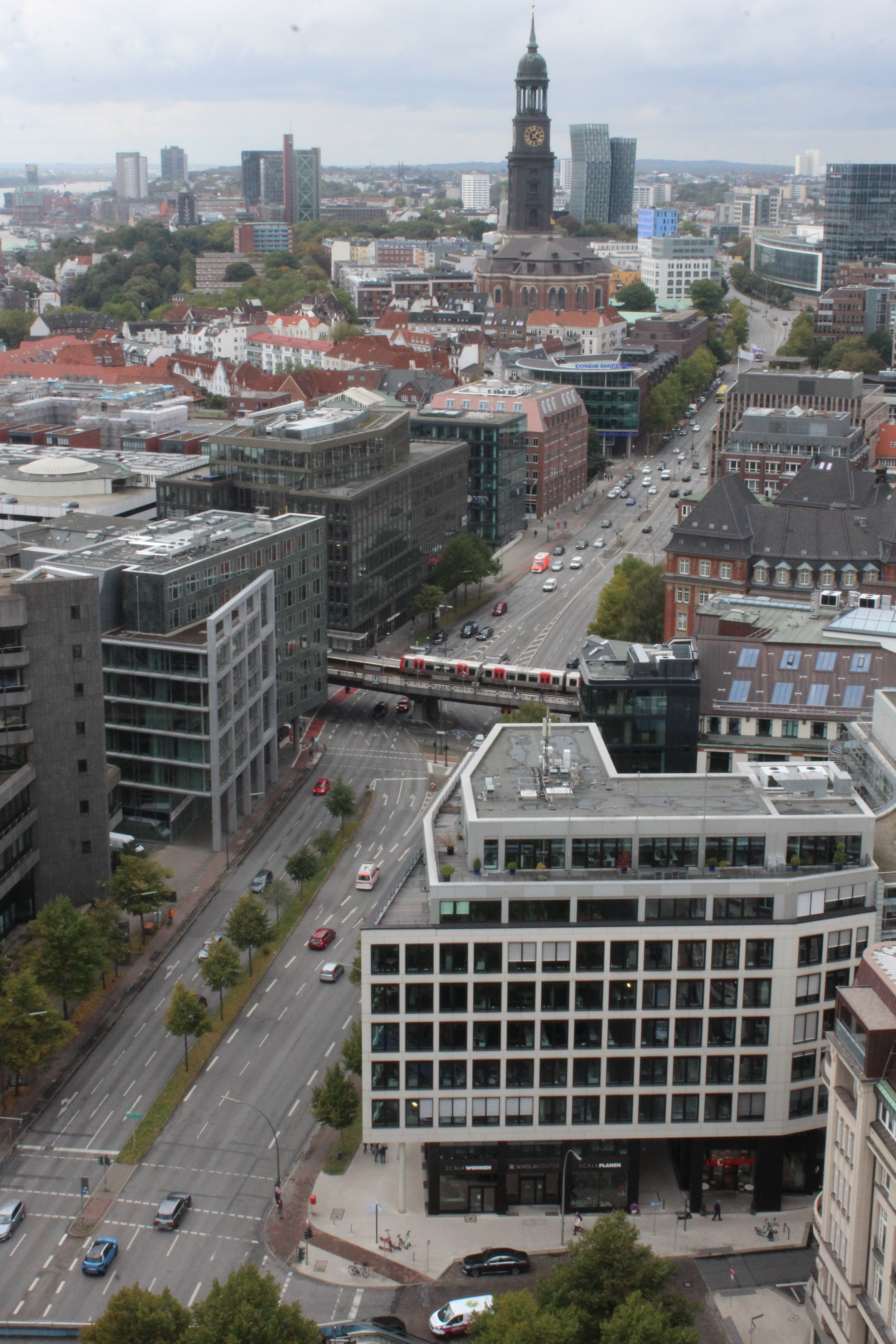
Hamburg, Willy-Brandt-Straße (Ost-West-Straße)

Anfang der 1970er Jahre wurde die autofreundliche Verkehrspolitik der Städte in Deutschland zunehmend skeptischer betrachtet. Kritiker wie Hans Dollinger machten die Dominanz des Automobils für soziale Fehlentwicklungen, etwa die Unfalltoten und die Erlahmung städtischen Lebens, verantwortlich.
Heutzutage wird überwiegend vertreten, dass diese Planungskonzeption zu einseitig war, da sie viele Menschen außer Acht ließ. Insbesondere werden dem Konzept die negativen Auswirkungen des Straßenverkehrs in Innenstädten wie der Beitrag des Straßenverkehrs zu einer hohen Feinstaubbelastung, Lärm und Gefährdung von Fußgängern und Radfahrern angelastet. Aus Sicht des Gender-Mainstreamings wurde 2008 kritisiert, dass das Leitbild der funktionsgetrennten und autogerechten Stadt bei der Mobilität fast ausschließlich den automobilen Berufsverkehr von mehrheitlich Männern wahrgenommen habe; dabei seien Anforderungen der überwiegend von Frauen geleisteten Versorgungsarbeit und erst recht ihrer Verknüpfung mit der Erwerbsarbeit weitgehend ausgeblendet worden. Aus den gleichen Gesichtspunkten ist eine Benachteiligung von Menschen, die nicht autofahren können – zum Beispiel Kinder, Jugendliche, Menschen mit Behinderung – erkennbar. Diese werden in ihrer Alltagsgestaltung davon abhängig, dass andere sie fahren, oder sind auf das oft unzureichende Angebot öffentlicher Verkehrsmittel angewiesen. Dies betrifft ebenso Personen, deren Einkommen nicht zum Erwerb eines Autos ausreicht, und erschwert damit die soziale Teilhabe und den Zugang zu Arbeitsstellen im Umkreis.
Eine der Folgen von Funktionsentmischung in der autogerechten Stadt ist eine strenge Regulierung des Verkehrs, in der – theoretisch – jegliches Verhalten mit Verkehrsschildern, Markierungen und getrennten Verkehrsflächen vorgegeben wird. Dies wird von Kritikern als Entmündigung der Bevölkerung gesehen und für fehlende Rücksichtnahme auf andere Verkehrsteilnehmer verantwortlich gemacht.

## Gegenströmungen

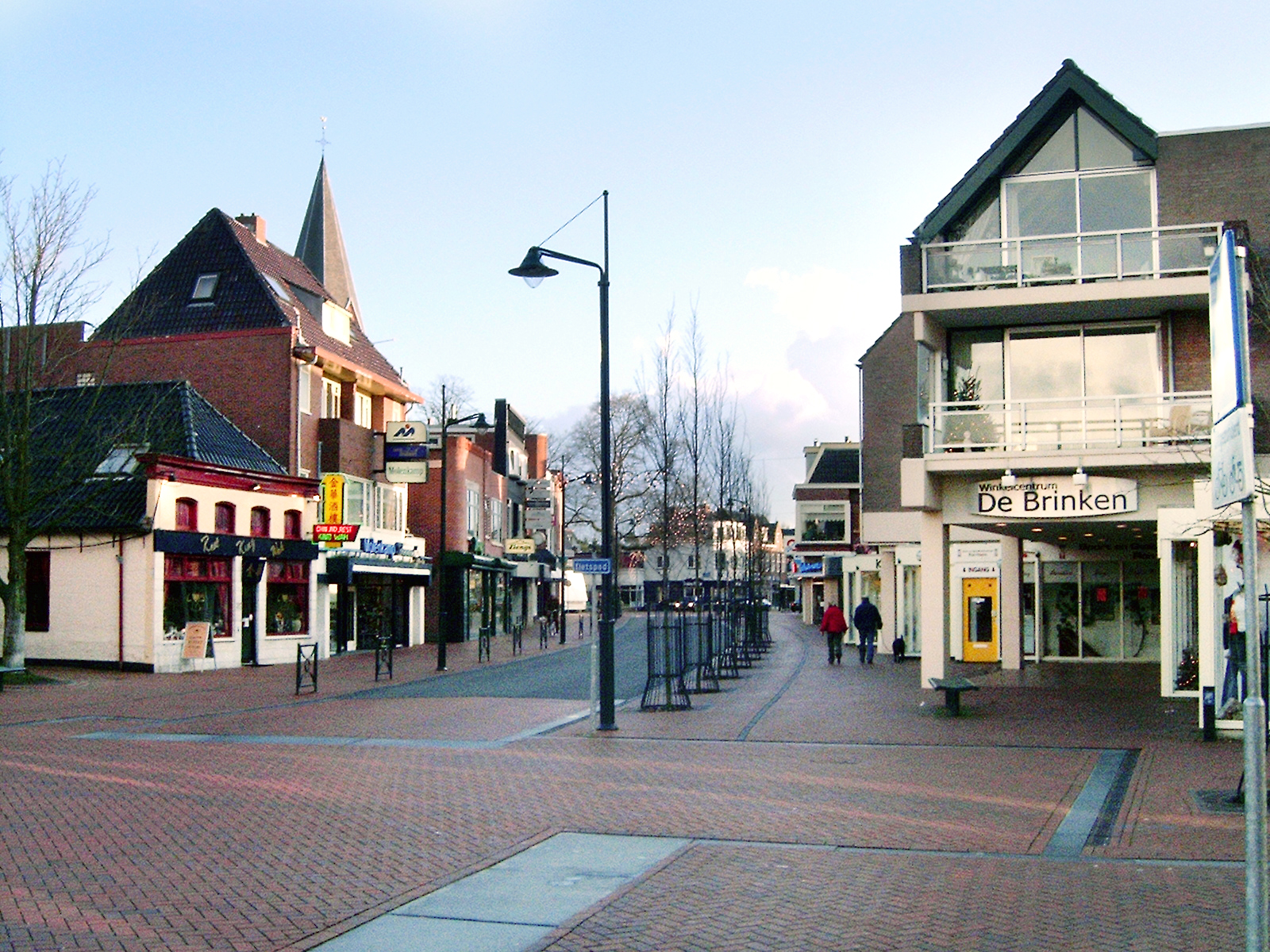
Shared Space in Haren, Niederlande: Keine Verkehrszeichen, nivelliertes Straßenland und lediglich orientierende „Begrenzungen“ für die Verkehrsteilnehmer

Als Gegenkonzept wurde von einigen Stadt- und Verkehrsplanern sowie Verkehrssoziologen die autofreie Stadt propagiert. Zum autofreien Wohnen gibt es viele Versuche, die sich meist auf einzelne Stadtteile beschränken wie in Freiburg-Vauban.
Das Shared-Space-Konzept sieht die Rückkehr zum nicht untergliederten Straßenraum vor, wie er bis zur Verbreitung des Automobils üblich war. Die gemeinsame Nutzung des Stadtraums durch den motorisierten und nicht-motorisierten Verkehr fördert ein entspanntes Miteinander und ein rücksichtsvolleres Verhalten. 
Weitere Beispiele für die „menschenzentrierte“ Stadtentwicklung stellen die behutsame Stadterneuerung und die Verkehrsberuhigung durch Kiezblocks dar.

### Neuer Urbanismus
Der Neue Urbanismus ist ein übergreifendes Thema in der Entwicklung heutiger Stadtbilder, die gezielt von den Leitlinien der autogerechten Stadt abrückt. Nach dem Erkennen der strukturellen Fehler der vor allem seit der Moderne und der Charta von Athen entstandenen aufgelockerten Siedlungen (bzw. Trabantenstädte) mit Funktionstrennung und überdimensionierten Verkehrsachsen kommt es seit den 1980er Jahren mit dieser Urbanismusbewegung (die u. a. mit Team 10 ihren Anfang nahm) zur Wiederentdeckung der Blockrandbebauung und Mischnutzung von Quartieren und damit städtischer Dichte. Demnach unterstütze diese früher durch die Siedlungsplaner beklagte urbane Bebauungsart die Vorzüge städtischen Lebens in Verbindung mit gesunder sozialer und wirtschaftlicher Durchmischung und einer erheblichen Einsparung von Ressourcen (Anfahrtswege, Heizkosten, Infrastrukturkosten usw.) gegenüber den verschwenderischen Siedlungen.

## Entwicklung in den einzelnen Staaten

### Frankreich
Georges Pompidou, französischer Staatspräsident von 1969 bis zu seinem Tod 1974, trieb die Modernisierung Frankreichs entschieden voran. Wiederholt rief er seine Landsleute auf, nicht in Sentimentalität zu verharren. Mit zunehmender Industrialisierung verlagerten sich viele Arbeitsplätze weg von der Landwirtschaft in die Industrie. Pompidou förderte insbesondere die Autoindustrie und den privaten Verkehr. In diesem Sinne wurden in vielen Städten Stadtviertel großteils abgebrochen, um Platz für Schnellstraßen zu schaffen.

### Großbritannien
Anfang der 1960er Jahre beauftragte die britische Regierung eine Kommission unter Vorsitz von Colin Buchanan, eine Bilanz der bisherigen Stadtverkehrsplanung aufzustellen und Vorschläge für neue Planungskonzepte zu entwickeln. Der in Deutschland stark rezipierte Buchanan-Report Traffic in towns von 1963 enthält weiterentwickelte Konzepte. Buchanan unterschied als einer der Ersten zwischen dem notwendigen Autoverkehr (Wirtschafts- und Geschäftsverkehr) und dem beliebigen Autoverkehr. Da ein Großteil der Verkehrsprobleme seiner Meinung nach aus der extremen Zunahme des beliebigen Verkehrs resultiert, solle dieser konsequent begrenzt werden. Weiterhin machte er den Vorschlag einer umfeldabhängigen Kapazitäts- und Geschwindigkeitsbegrenzung. Für schützenswerte Bereiche („Environment-Zonen“) schlug er drastische Restriktionen vor. Die Qualität des Straßenraumes für Fußgänger und Aufenthalt solle hier absoluten Vorrang haben. Zu ähnlichen Ergebnissen kam eine Sachverständigenkommission des deutschen Bundestages 1965.